# Tetraria microstachys
Tetraria microstachys là loài thực vật có hoa trong họ Cói. Loài này được (Vahl) H.Pfeiff. miêu tả khoa học đầu tiên năm 1927.